# Cățuie

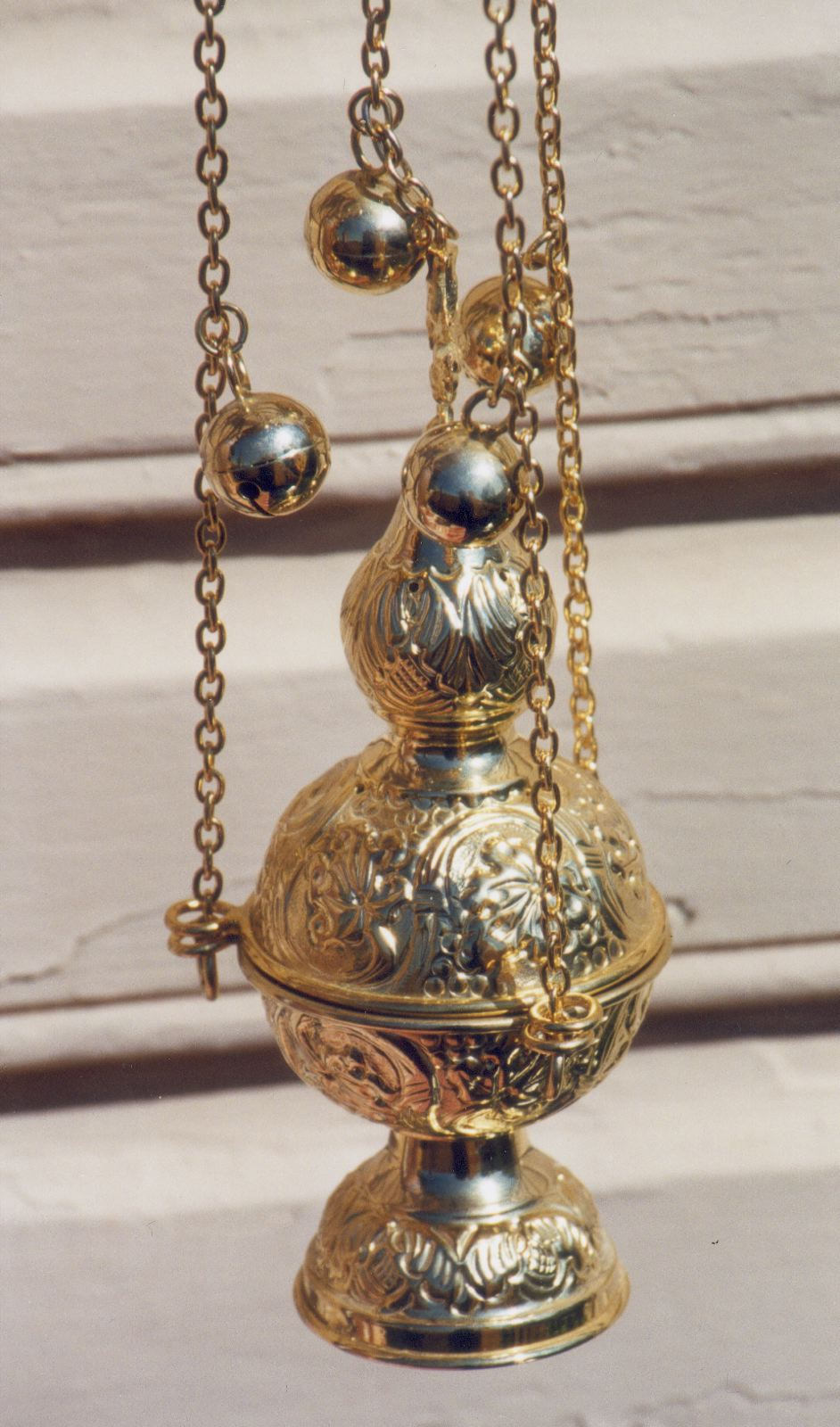
Căţuie din metal

Cățuia (gr. κατζιον - "lopățică pentru jeratic") este un mic obiect din metal sau din lut în care se aprinde tămâia în biserică sau în casă.

## Cățuia la biserică
La sfintele slujbe din biserică, cățuia mai este folosită astăzi doar în unele mănăstiri, mai ales din Biserica Greciei (și în special Muntele Athos), și atunci ea are un mâner și zurgălăi. Cățuia este necesară și ori de câte ori vine preotul pentru a săvârși o slujbă în casă. 